# Баксанское общество
Баксанское (Урусбиевское) общество — квазигосударственное образование балкарцев, затем — административная единица Российской империи и РСФСР. 
Занимало ущелье реки Баксан и ее притоков. На 1914 год состояло из 22 поселков: Урусбиевский, Курму, Кизген, Губасанты, Джапыртала, Гагиш, Тегенекли, Койсрульген, Иткол, Тотузорун, Камиш, Кылды, Чилмас, Кизилкез, Мукулан, Туту, Эльжурт, Куркужан, Камык, Гижгит, Шашбоват и Кыртик.
Правящими династиями Баксанского общества были Крымшамхаловы и Урусбиевы.
Баксанское общество в 1921 году вошло в Балкарский округ. В 1935 году на его основе был образован Эльбрусский район.